# Anatoliscus longicornis
Anatoliscus longicornis är en kräftdjursart som beskrevs av Karl Wilhelm Verhoeff 1949. Anatoliscus longicornis ingår i släktet Anatoliscus och familjen Trichoniscidae. Inga underarter finns listade i Catalogue of Life.